# Односи Србије и Гватемале
Односи Србије и Гватемале су инострани односи Републике Србије и Републике Гватемале.

## Билатерални односи
Дипломатски односи са Гватемалом су успостављени 1987. године.
МСП В. Јеремић је посетио Гватемалу априла 2012. године.
Министар спољних послова Републике Гватемале Карлос Раул Моралес Москосо био је у радној посети Републици Србији 10. новембра 2016. године.
Амбасада Републике Србије у Мексико Ситију (Мексико) радно покрива Гватемалу.
Гватемала је гласала против пријема Косова у УНЕСКО 2015.
Улица у Београду је 2016. добила назив по гватемалском књижевнику и нобеловацу Мигелу Анхелу Астуријасу.

### Економски односи
- У 2020. години забележен је извоз Србије у вредности од 685.000,00 УСД и увоз у вредности 1.620.000,00 долара.
- У 2019.г. извоз је износио 657 хиљада УСД, а увоз 2,63 милиона УСД.
- У 2018. години извоз у Гватемалу је износио 1,07 милиона УСД, а увоз 2,64 милиона УСД.[4][5]